# René Guénon
René Guénon (René Jean-Marie Joseph Guénon), (arab nevén Abd al-Wahid Yahya) (Blois, Franciaország, 1886. november 15. – Egyiptomi királyság, Kairó, 1951. január 7.), metafizikus, szúfi misztikus író, a tradicionális létszemlélet legkiemelkedőbb gondolkozója és szerzője.

## Élete
Római katolikus francia családból származott, felsőfokú tanulmányai elsősorban a matematikára, a filozófiára és az orientalisztikára irányultak, bár már gyermekkorában is elkötelezett spirituális szemléletű és beállítottságú volt, és érdeklődése is ennek megfelelően alakult. Ifjúkora óta autodidaktikus tanulmányokat folytatott, belépett a Martinista Rendbe, csatlakozott a Gnosztikus Egyházhoz, tagja lett két szabadkőműves irányzatnak, és erős kapcsolatokat ápolt ideologikusan szabadkőművesség–ellenes szervezetekkel. Érdekelte a hinduizmus és főleg a saiva hindu vallási doktrínákat tanulmányozta ("Bevezetés a hindu doktrínákba" című tanulmánya).
Még Franciaországban áttért az iszlámra (1912), majd 1930-tól 1951-ben bekövetkezett haláláig Egyiptomban élt. Itt élt muszlim és szúfi mestere is, Sheikh Mohammad Ibrahim, aki Guénont a szúfi beavatás és metafizikai realizáció útjára vezette.
Magyarországon szellemi munkásságát először Hamvas Béla ismertette, első komoly fordítója pedig Buji Ferenc volt. Romániában Vasile Lovinescura gyakorolt nagy hatást.

## Magyarul megjelent művei
- A mennyiség uralma és az idők jelei Archiválva 2016. február 6-i dátummal a Wayback Machine-ben (La regne de la quantité et les Signes des Temps). Szigeti, Budapest, 1993; Kvintesszencia, Debrecen, 2006. Ford.: Buji Ferenc
- A keleti metafizika/A Lény sokféle állapotának metafizikája (La métaphysique orientale/Les états multiples de l'être). Farkas L. I., Budapest, 1993. Ford.: Darabos Pál. (René Guénon: "Metafizikai írások I." című kötetben)
- A Világkirály (Le roi du monde). Farkas L. I., Budapest, 1993. Ford.: Baranyi Tibor Imre és Ra ’Id ’Ali (Németh László Levente). (René Guénon: Metafizikai írások II. című kötetben)
- Dante ezoterizmusa / Szent Bernát (L’ésotérisme de Dante/Saint Bernard). Stella Maris, Budapest, 1995. Ford.: Bódvai András és Orosz László Wladimir (Libri Arkhé)
- A modern világ válsága/A kereszt szimbolikája (La crise du monde moderne/Le symbolisme de la croix). Szigeti, Budapest, 1995. Ford.: Baranyi Tibor Imre (Az Őshagyomány könyvei IV.)
- Az ember sorsa a Védánta szerint (L’Homme et son devenir selon le Védanta). Farkas L. I., Budapest, 1998. Ford.: Darabos Pál
- Általános bevezetés a hindu doktrinák tanulmányozásához Archiválva 2015. szeptember 23-i dátummal a Wayback Machine-ben (Introduction générale à l’étude des doctrines hindoues). Kvintesszencia, Debrecen, 1999. Ford.: Baranyi Tibor Imre és Németh Norbert
- Megjegyzések a beavatásról Archiválva 2015. szeptember 23-i dátummal a Wayback Machine-ben (Aperçus sur l’initiation). Kvintesszencia, Debrecen, 2002. Ford.: Baranyi Tibor Imre és Virág László.
- Beavatás és spirituális megvalósítás Archiválva 2016. március 5-i dátummal a Wayback Machine-ben (Initiation et réalisation spirituelle). Kvintesszencia, Debrecen, 2006. Ford.: Bencze Tamás.
- A Nagy Triád (La Grande Triade). Arcticus, Budapest, 2007. Ford.: Szilágyi Gyöngyi (Libri religionis)
- A modern világ válsága (La crise du monde moderne). Kvintesszencia, Debrecen, 2008. 2. jav. kiad. Ford.: Baranyi Tibor Imre
- Szellemi tekintély és időbeli hatalom Archiválva 2016. január 10-i dátummal a Wayback Machine-ben (Autorité spirituelle et pouvoir temporelle). Kvintesszencia, Debrecen, 2012. Ford.: Bencze Tamás
- Az infinitezimális kalkulus alapelvei (Les Principes du Calcul Infinitesimal) Kvintesszencia, Debrecen, 2020. Ford.: Varga Lajos
- Kelet és nyugat; ford. Mikich András; Attraktor, Máriabesnyő, 2023
- A modern kor és a tradíció. Attraktor, Máriabesnyő, 2023. Ford.: Mikich András
- A világ középpontja. Attraktor, Máriabesnyő, 2023. Ford.: Mikich András
- A szent tudomány szimbólumai (Symboles de la Science sacrée). Helikon, Budapest, 2023. Ford.: Horváth Endre
- A világ királya; ford. Mikich András; Attraktor, Máriabesnyő, 2023